# Hippolyte Tournón
Hippolyte Tournon (1830-1912), conocido también como Hipólito Tournón en español, fue un destacado empresario y comerciante francés del café, representante consular de Costa Rica en Francia.

## Biografía
Nació en julio de 1830 en Saint-Hippolyte-du-Fort, en el sur de Francia, originario de una familia protestante dedicada al negocio de la seda.
De joven se trasladó junto con su familia a Burdeos como resultado del éxodo rural.  Comenzó a trabajar en la década de 1850 en la sociedad Le Quellec la cual poseía navíos con operaciones comerciales en América Latina por la ruta del Pacífico.  Es en este período que llegó a Costa Rica, país en el cual inició sus actividades como comerciante de productos europeos los cuales intercambiaba por café.
Hippolyte Tournón lograría una de las integraciones verticales más importantes de dicho producto en Costa Rica, que involucraba desde su producción en el sector norte de San José y Heredia, hasta su comercialización en Europa.  Además del café, abarcó diferentes actividades económicas tales como el comercio marítimo y la producción de ladrillos.
Se casó a los treinta y siete años con Tullie Fasileau-Duplantier y se instaló definitivamente en Francia hasta su fallecimiento en 1912.  Controló desde ahí su empresa a través de apoderados en Costa Rica, entre los cuales estuvieron familiares y personajes destacados del país tales como Juan José Ulloa, Ascensión Esquivel y Amón Fasileau-Duplantier quien fundaría el primer residencial urbano de la capital, conocido actualmente como Barrio Amón.  A la par de este lugar se ubicaban parte de los antiguos cafetales que fueron de su propiedad y que hoy corresponden al Barrio Tournón.  
Barrio Tournón es actualmente un punto dinámico de la ciudad, perteneciente al cantón de Goicoechea el cual alberga una gran variedad de instituciones y comercios.